# Віктор Фогель
Віктор Фогель (нім. Victor Vogel; 22 листопада 1912, Тюбінген — 31 липня 1942, Атлантичний океан) — німецький офіцер-підводник, корветтен-капітан крігсмаріне.

## Біографія
1 квітня 1932 року вступив на флот. З липня 1939 року служив на мінних тральщиках. В березні 1941 року перейшов у підводний флот. В червні-серпні пройшов курс командира підводного човна. З 18 вересня 1941 року — командир U-588, на якому здійснив 4 походи (разом 130 днів у морі). 31 липня 1942 року човен був потоплений у Північній Атлантиці на схід від Ньюфаундленду (49°59′ пн. ш. 36°36′ зх. д.) глибинними бомбами канадських корвета «Ветасківін» та есмінця «Скіна». Всі 46 членів екіпажу загинули.
Всього за час бойових дій потопив 7 кораблів загальною водотоннажністю 31 492 тонни і пошкодив 2 кораблі загальною водотоннажністю 13 131 тонну.
| Дата            | Назва корабля             | Тип               | Тоннаж | Вантаж                                                                                                   | Екіпаж | Загинули | Країна             | Конвой |
| --------------- | ------------------------- | ----------------- | ------ | --- | ------ | -------- | ------------------ | ------ |
| 22 січня 1942   | Caledonian Monarch        | Торговий пароплав | 5,851  | 8075 тонн пшениці                                                                                        | 48     | 48       | Британська імперія | SC-63  |
| 1 березня 1942  | Carperby                  | Торговий пароплав | 4,890  | 2009 тонн вугілля і 3262 тонни коксу                                                                     | 47     | 47       | Британська імперія | ON-66  |
| 10 березня 1942 | Gulftrade                 | Паровий танкер    | 6,776  | 80 000 барелів нафти                                                                                     | 34     | 18       | США                |        |
| 9 травня 1942   | Greylock (пошкоджений)    | Торговий пароплав | 7,460  | 8530 тонн генеральних вантажів                                                                           | 52     | 0        | США                |        |
| 10 травня 1942  | Kitty´s Brook             | Торговий пароплав | 4,031  | Товари і вантажівки армії США як палубний вантаж                                                         | 34     | 9        | Британська імперія |        |
| 17 травня 1942  | Skottland                 | Торговий пароплав | 2,117  | Пиломатеріали                                                                                            | 24     | 1        | Норвегія           |        |
| 18 травня 1942  | Fort Binger (пошкоджений) | Торговий пароплав | 5,671  | Баласт                                                                                                   | 61     | 1        | Британська імперія | ONS-92 |
| 22 травня 1942  | Plow City                 | Торговий пароплав | 3,282  | 4971 тонна бокситної руди                                                                                | 31     | 1        | США                |        |
| 23 травня 1942  | Margot                    | Торговий пароплав | 4,545  | 5500 тонн генеральних вантажів і військових товарів, включаючи запчастини до літаків, танки та вибухівку | 45     | 1        | Британська імперія |        |

## Звання
- Кандидат в офіцери (1 квітня 1932)
- Морський кадет (4 листопада 1932)
- Фенріх-цур-зее (1 січня 1934)
- Оберфенріх-цур-зее (1 вересня 1935)
- Лейтенант-цур-зее (1 січня 1936)
- Оберлейтенант-цур-зее (1 жовтня 1937)
- Капітан-лейтенант (1 лютого 1940)
- Корветтен-капітан (1 серпня 1942, посмертно)

## Нагороди
- Медаль «За вислугу років у Вермахті» 4-го класу (4 роки)